# Conjunt agrícola al Clot del Lladre
Conjunt agrícola al Clot del Lladre és una obra de Tàrrega (Urgell) protegida com a Bé Cultural d'Interès Local.

## Descripció
Complex agrícola format per una cabana de volta, una pleta i dues construccions annexes sense coberta. La cabana té el parament de blocs de pedra sorrenca de mida força gran i ben falcats amb pedres més petites. A l'exterior, en bon estat, la paret frontal ha estat construïda en superposició a la volta (les dovelles no són visibles) i està parcialment arrebossada amb morter de calç. La paret posterior ocupa tot l'ample de la cabana i del segon corral. La coberta és de volta de pedra adovellada en molt bon estat. La volta ha estat construïda amb grans blocs de pedra força treballats i comença a uns 80 cm del terra. Els contraforts estan integrats en la construcció i tenen al voltant de 120 cm d'amplada cadascun d'ells. El portal està solucionat mitjançant una llinda de pedra no gaire treballada i brancals de grans blocs de pedra, sense treballar i, parcialment, arrebossats amb morter de calç. L'interior de la cabana, molt deteriorat i ple de runa i sorra, té la paret posterior mig enrunada a causa d'un important forat a la part baixa. Les juntes de les dovelles han estat revocades amb morter de calç i algunes de les parts baixes de la volta estan revocades amb fang. Els element que s'hi aprecien són una fumera en una de les cantonades de la façana principal i una menjadora de pedra parcialment enrunada. A més, hi ha uns agafadors i penjadors de fusta, i dos armaris de grans dimensions.
La pleta i els corrals, se situen a l'entorn de la cabana de volta, amb un mur perimetral de pedra seca que tanca un gran espai segurament utilitzat com a pleta ramadera. Els murs d'aquesta construcció estan parcialment ensorrats en algunes zones i el seu interior està ple de vegetació salvatge que dificulta la circulació. Per accedir a aquesta zona, hi ha una gran portalada en el mur nord-est (el mateix on hi ha la façana principal de la cabana), la qual ha perdut la llinda però té part dels brancals treballats. L'interior de la pleta aprofita la roca mare com a sòl i, d'aquesta manera, es poden recollir els fems dels animals per convertir-los en adob. Els dos corrals se situen a la dreta de l'entrada de la cabana i són dos espais successius actualment sense coberta que estarien ocupats per petits animals de corral. Actualment, estan plens de vegetació i runa i són gairebé inaccessibles.